# Heidi Reinholz
Heidi Reinholz (* 28. Juni 1959 in Dresden als Heidi Wegener) ist eine deutsche Physikerin und Hochschullehrerin.

## Familie und Studium
Heidi Reinholz ist mit einem Physiker verheiratet und hat vier Söhne. Heidi Reinholz studierte Theoretische Physik an der Universität Rostock. 1983 machte sie einen Forschungsaufenthalt von drei Monaten am Bogoliubov-Labor des Kernforschungszentrum Dubna/Russland. 1989 promovierte sie an der Universität Rostock zum Dr. rer. nat. und war dort anschließend bis 1994 wissenschaftliche Mitarbeiterin. 1992/93 verbrachte Reinholz einen Postdoc-Aufenthalt an der University of Oxford, UK.

## Forschung und Lehre
Von 1996 bis 2001 forschte und lehrte sie an der University of Western Australia, wo sie von 1998 bis 2000 berufsbegleitend Lehramt studierte. Ihre Habilitation im Fach Theoretische Physik reichte Reinholz 2005 an der Universität Rostock ein. Seit 2003 war sie dort wissenschaftliche Mitarbeiterin am Institut für Physik und später auch Leiterin der Fachdidaktik für Physik. Reinholz war von 2009 bis 2011 Professorin am Institut für Theoretische Physik an der JKU Linz, kehrte dann aber aus familiären Gründen nach Rostock zurück. Reinholz war Gleichstellungsbeauftragte der Mathematisch-Naturwissenschaftlichen Fakultät und 2012/13 auch kommissarische Gleichstellungsbeauftragte der Universität. Reinholz wünscht sich, dass Frauen öfter Kinder und Karriere in Einklang bringen können: "Ich denke, es ist vereinbar. Jeder muss selbst für sich sehen, wie es stimmig ist. Wichtig ist, eine gute Balance zwischen Privatleben und Beruf zu finden."

## Arbeits- und Forschungsschwerpunkte
- Licht-Materie-Materiewechselwirkung warmer dichter Materie
- optische und Transporteigenschaften von Plasmen
- Laserinduzierte Plasmen
- stark korrelierte Quantensysteme
- Quantenstatistische Vielteilchentheorie

## Preise
- Leistungsstipendium (1980–1983)
- Preis bei 9. Zentrale Wiss. Studentenkonferenz 1984